# Place Louis Lépine
Der Place Louis Lépine liegt im 4. Arrondissement von Paris auf der Île de la Cité.

## Lage
Der Platz liegt zwischen dem Boulevard du Palais und der Rue de la Cité.

## Namensursprung
Er ist nach Louis Lépine benannt, einem der berühmtesten Polizeipräfekten der Seine (die Position heißt heute Polizeipräfekt von Paris).

## Geschichte
Der Platz wurde per Dekret vom 27. Januar 1934 aus mehreren Straßen zu einem Platz zusammengelegt. Ein Teil des Platzes wurde 2007 zur Allée Célestin-Hennion, die durch den Blumen- und Vogelmarkt von Paris (Marché aux fleurs Reine-Elizabeth-II) führt.

## Sehenswürdigkeiten
Nordseite
- Der Blumen- und Vogelmarkt (Marché aux fleurs Reine-Elizabeth-II) mit zwei Wallace-Brunnen; es sind die einzigen der Stadt, die als  Monument historique anerkannt wurden.[3]
- Die Rückseite des Tribunal de commerce

Südseite
- Pariser Polizeipräfektur: Das Polizeipräsidium ist seit 1871 hier untergebracht. Ursprünglich war es eine Kaserne, die zwischen 1863 und 1867 vom Architekten Pierre-Victor Calliat (1801–1881) auf Betreiben von Baron Haussmann für die Republikanische Garde erbaut wurde. Dieser Komplex steht an der Stelle der ehemaligen Abtei Saint-Martial, die im 7. Jahrhundert von Eligius von Noyon gegründet wurde.